# 薩克森的瑪格麗特·卡羅拉
薩克森的瑪格麗特·卡羅拉（德語：Margarete Karola，1900年1月24日—1962年10月16日），薩克森末代國王腓特烈·奧古斯特三世的長女。

## 家庭
1920年，瑪格麗特·卡羅拉與霍亨索倫親王威廉的長子腓特烈結婚，兩人共有4子3女：
1. 瑪麗亞·安東妮亞（1921年—2011年）
2. 瑪麗亞·阿黛爾岡德（1921年—2006年）
3. 瑪麗亞·特蕾莎（1922年—2004年）
4. 腓特烈·威廉（1924年—2010年）
5. 法蘭茲·約瑟夫（1926年—1996年）
6. 約翰·格奧爾格（英语：Prince Johann Georg of Hohenzollern）（1932年—2016年）
7. 費爾弗里德（1943年出生）